# Ходос, Герман Лазаревич
Герман Лазаревич Ходос (род. 10 апреля 1941, Ростов-на-Дону — 31 октября 2023, Дюссельдорф, Рейнско-Рурский регион, Германия) — советский шахматист, мастер спорта СССР (1960). 
В составе сборной СССР трёхкратный победитель командных чемпионатов мира среди студентов (1963, 1964 и 1965). 
Участник чемпионата СССР 1962 г. (после победы в полуфинале), отборочных турниров нескольких чемпионатов СССР.
Неоднократный участник чемпионатов РСФСР.
В составе сборной РСФСР победитель командных чемпионатов СССР среди юношей 1956 и 1957 гг., участник командных чемпионатов СССР 1958 и 1960 гг. (две бронзовые медали в команде), Спартакиады народов СССР 1959 г. и международных матчей со сборной Венгрии (1963 и 1968 гг.).
В составе сборной ДСО «Буревестник» победитель командного чемпионата СССР 1961 г. Показал лучший результат на 7-й доске.

## Биография
Родился в семье Лазаря Абрамовича Ходоса и Брониславы Моисеевны Канн. Окончил Ростовский педагогический институт.
Начал увлекаться шахматами в раннем возрасте, когда впервые начал играть со старшим братом Михаилом. В 1953 году старший брат привёл Германа в Ростовский Дворец пионеров, в котором он познакомился с тренером Семёном Шеваховичем.
Обратил на себя внимание в 1956 году, когда участвовал в сеансе одновременной игры с В. Унцикером, который на тот момент был чемпионом ФРГ. Поединок длился несколько часов и завершился победой Ходоса.
В том же году Ходос стал участником соревнования всесоюзного уровня: в составе юношеской команды РСФСР завоевал золотые медали командного чемпионата страны среди юношей (команда набрала 74 очка из 108 возможных). В 1957 году на аналогичном соревновании возглавлял юношескую сборную РСФСР. Команда снова заняла первое место.
В 1958 году в составе взрослой сборной РСФСР стал бронзовым призером командного первенства СССР.
В 1959 году в Риге он вновь возглавлял сборную РСФСР на 11-м юношеском командном первенстве и показал лучший результат на 1-й доске. 
В 1960 году Ходос в турнире по схевенингенской системе, проходившем в Чебоксарах. Он набрал 7,5 из 13 и на пол-очка перевыполнил норму мастера спорта. 
В 1961 году Ходос участвовал в командном первенстве мира среди студентов, который проходил в Хельсинки. 
В 1962 году, набрав 13 очков из 15 возможных, стал победителем полуфинала 30-го чемпионата СССР и завоевал право участия в чемпионате СССР.

## Семья

### Жена
- Нелли Павловна Куликова (Ходос)

### Дети
- Алина Германовна Ходос (род. 28.ноября 1983)
- Юлия Германовна Ходос  (род. 29 января 1980)
- Александр Германович Ходос (род. 10 апреля 1988)

### Родители
- Лазарь Абрамович Ходос (17 июля 1908 — 5 апреля 1997)
- Бронислава Моисеевна Канн (10 апреля 1910 — 20 июля 1997)

## Смерть
Герман скончался 31 октября 2023 года в возрасте 82 лет в Дюссельдорф, Германия.

### Память
2 января 2024 года в Ростовском городском шахматном клубе прошел традиционный Рождественский турнир, посвящённый памяти Германа Ходоса. Соревнование было проведено по швейцарской системе в 8 туров, был предусмотрен обсчет российского и международного рейтингов.

## Спортивные результаты
| Год         | Город          | Соревнование                                                     | +  | − | = | Результат | Место                                   |
| ----------- | -------------- | ---------------------------------------------------------------- | -- | - | - | --------- | --------------------------------------- |
| 1958        | Вильнюс        | Командное первенство СССР (сборная РСФСР, юношеская доска)       |    |   |   |           | Команда — 3-е место                     |
| 1959        | Воронеж        | Чемпионат РСФСР                                                  |    |   |   |           | [ 12 ]                                  |
|             | Москва         | II Спартакиада народов СССР (сборная РСФСР, юношеская доска)     | 6  | 2 | 1 | 6½ из 9   |                                         |
| 1960        | Москва         | Командное первенство СССР (сборная РСФСР, юношеская доска)       |    |   |   | 6½ из 8   | Команда — 3-е место, 1—2 места на доске |
| 1961        | Ростов-на-Дону | Мемориал М. И. Чигорина                                          | 2  | 2 | 7 | 5½ из 11  | 5—6                                     |
|             | Москва         | Командное первенство СССР (сборная ДСО «Буревестник», 7-я доска) |    |   |   | 4 из 5    | Команда — чемпион, 1-е место на доске   |
| 1961 / 1962 | Новосибирск    | Полуфинал 30-го чемпионата СССР                                  | 11 | 2 | 2 | 13 из 15  | 1                                       |
| 1962        | Ереван         | 30-й чемпионат СССР                                              | 3  | 8 | 8 | 7 из 19   | 16                                      |
| 1963        | Будапешт       | Матч Венгрия — РСФСР (7-я доска, против П. Дели)                 | 2  | 1 | 1 | 2½ из 4   |                                         |
|             |                | Первенство ЦС ДСО «Буревестник»                                  |    |   |   |           |                                         |
|             | Будва          | Командное первенство мира среди студентов (сборная СССР)         |    |   |   |           |                                         |
| 1964        | Краков         | Командное первенство мира среди студентов (сборная СССР)         | 7  | 1 | 3 | 8½ из 11  |                                         |
| 1965        | Синая          | Командное первенство мира среди студентов (сборная СССР)         | 2  | 1 | 5 | 4½ из 8   |                                         |
| 1967        | Ленинград      | Спартакиада народов РСФСР                                        |    |   |   |           |                                         |
| 1968        |                | Матч РСФСР — Венгрия                                             | 2  | 2 | 1 | 2½ из 5   |                                         |
| 1969        | Киев           | Полуфинал 37-го чемпионата СССР                                  |    |   |   |           |                                         |
|             | Адлер          | Первенство ЦС ДСО «Труд»                                         |    |   |   |           |                                         |
| 1971        | Ростов-на-Дону | Командное первенство СССР (сборная ДСО «Труд»)                   |    |   |   |           |                                         |
| 1975        | Ростов-на-Дону | Командное первенство ДСО «Буревестник»                           |    |   |   |           |                                         |
| 1976        | Ростов-на-Дону | Отборочный турнир 44-го чемпионата СССР                          |    |   |   |           |                                         |
| 1978        | Даугавпилс     | Отборочный турнир 46-го чемпионата СССР                          |    |   |   |           | [ 16 ]                                  |